# Скомен
Остров Скомен (или Скеля) е български дунавски остров, разположен от 758,6 до 762 км по течението на реката в Област Монтана, Община Лом. Площта му е 1,2 km2, която му отрежда 20-о място по големина сред българските дунавски острови.
Островът се намира северно от Арчаро-Орсойската низина и източно от устието на Скомля. Има форма на лъжица с дължина 4,2 км и ширина от 10 м в „дръжката на лъжицата“ до 550 м. От българския бряг го отделя канал с минимална ширина от 50 – 60 м. Най-голямата му надморска височина е 42 м се намира в източната му част и се издига на 15 – 16 м над нивото на реката. Изграден е от речни наноси и е обрасъл с канадска топола, върба и малко бряст. При високи дунавски води ниските му части се заливат. Северно от него се намира по-малкия български остров Добрина.

## Топографска карта
- Лист от карта K-34-11. Мащаб: 1 : 100 000.